# Djihad
Ne doit pas être confondu avec Ijtihad ou Djihadisme.
Pour les articles homonymes, voir Jihad (homonymie).
Le djihad ou jihad /d͡ʒiad/ (en arabe جِهَاد, djihâd /d͡ʒɪˈhaːd/) est un devoir religieux au sein de l'islam et du babisme. En arabe, ce terme signifie « abnégation », « effort », « lutte » ou « résistance ». Il est souvent traduit, dans les langues européennes, par « guerre sainte »,, « combat dans la voie de Dieu ». Toutefois, il ne s'agit pas d'une guerre d’extermination. Le mot jihâd est employé à plusieurs reprises dans le Coran, souvent dans l'expression idiomatique « al-ǧihād bi amwalikum wa anfusikum » qui peut se traduire par « luttez avec vos biens et vos âmes ». Ainsi, le djihad peut aussi être défini par l'expression « faites un effort dans le chemin de Dieu ».[non neutre]
Le concept de djihad a varié au cours du temps et, parfois, ses interprétations successives ont été en concurrence. Le djihad est parfois considéré comme le sixième pilier de l'islam par une minorité au sein du sunnisme bien qu'il n'en ait pas le statut officiel. Dans le chiisme duodécimain, il est considéré comme l'une des dix pratiques religieuses du culte. La notion de djihad existait également au sein du babisme, religion indépendante proclamée à Chiraz (Iran) en 1844.
Selon Averroès, l'islam compte quatre types de djihads : par le cœur, par la langue, par la main et par l'épée. Le djihad par le cœur invite les musulmans à « combattre afin de s'améliorer ou d'améliorer la société ». Le djihad peut ainsi être interprété comme une lutte spirituelle, dans le cadre du soufisme par exemple. À l'inverse, le djihad par l'épée a servi d'argument à différents groupes musulmans à travers l'histoire pour promouvoir des actions contre les « infidèles » ou même d'autres groupes musulmans considérés comme opposants et révoltés. Plusieurs spécialistes du Coran, dont les islamologues françaises Marie-Thérèse Urvoy ou Anne-Marie Delcambre, s'accordent sur le fait que le djihad coranique ne peut pas être considéré comme uniquement spirituel.
Le djihad ne doit en effet pas être confondu avec l'ijtihad qui désigne, en droit musulman, l'effort de réflexion pour interpréter les textes fondateurs de l'islam.

## Étymologie
Étymologiquement, la racine du mot « djihâd » en arabe, composée des lettres ǧ - h - d, signifie « effort »,. Ainsi, le djihad est souvent défini par « faites un effort dans le chemin de Dieu »,.
Les traductions en français du mot « djihad » comportent plusieurs acceptions[réf. à confirmer] :
- guerre menée au nom d'un idéal religieux, guerre sainte
- lutte, combat des éléments hostiles, des difficultés
- affrontement, ensemble d'actions menées pour vaincre un mal

Le djihad a été autrefois féminisé en français : « la djihad ».

## Les batailles
Les anciennes siras de Mahomet telles que celles d'ibn Hicham (ibn Ishaq), d'al-Waqidi, d'al-maghazi, d'Ibn Sa'd al-Baghdadi ou de Tabari, citent systématiquement les raisons de toutes les batailles de Mahomet. Les batailles menées pour la propagation de l'islam, par Mahomet, puis par les quatre califes dits bien guidés, lors de la grande période de conquête sont décrites sous le terme de ghazwa. Le terme djihad n'est alors pas utilisé pour désigner ces actions militaires. Il est utilisé ultérieurement (à partir du VIIIe siècle) dans le sens guerrier pour désigner le devoir des musulmans à participer à des batailles, éventuellement défensives si la communauté des croyants est menacée.
Ainsi, Youssef al-Qardawi déclare : « Le Jihad sur le sentier d'Allah sert uniquement à la défense de la terre, de l'honneur et des choses sacrées… Ici, nous adoptons ce qu'ont adopté les savants musulmans de cette époque : cheikh Abu Zuhra, cheikh Rachîd Ridâ, cheikh Chaltut, cheikh Abdallah Darâz, cheikh Al-Ghazâli (Algazel) : tous sont d'avis que le Jihad en Islam sert uniquement à la défense de la religion, de l'État, des choses sacrées, de la terre, de l'honneur… et ne sert pas à la conquête du monde comme le décrivent certains ».

### Le Coran et l'incitation au combat
Nonobstant des débats théologico-politiques, le Coran comprend plusieurs passages incitant à la guerre, envers notamment les polythéistes de l'Arabie ou les incroyants de manière générale, dont les exégètes ont situé les circonstances de révélations propres à l'époque et à certaines des batailles de Mahomet avec les Quraych, voici quelques exemples (dans leurs contextes) :
1. Sourate 8, verset 39 : « Et combattez-les jusqu'à ce qu'il ne subsiste plus d'association, et que la religion soit entièrement à Allah. Puis, s'ils cessent (ils seront pardonnés car) Allah observe bien ce qu'ils œuvrent. » Révélé contre Quraïche et la Mecque « suite à leurs maltraitances envers les convertis musulmans qui ont dû s'exiler jusqu'en Abyssinie », d'après l'exégète du Coran Tabari (839-923), selon Urwah ibn Zubayr (m. 713)[13]. Comme en témoignent, en effet, les versets précédents et suivants, d'après Kazimirski par exemple[14],[15].
2. Sourate 8 versets 59 et 60 : « Que les mécréants ne pensent pas qu'ils Nous ont échappé. Non, ils ne pourront jamais Nous empêcher (de les rattraper à n'importe quel moment). » « Et préparez [pour lutter] contre eux tout ce que vous pouvez comme force et comme cavalerie équipée, afin d'effrayer l'ennemi d'Allah et le vôtre, et d'autres encore que vous ne connaissez pas en dehors de ceux-ci mais qu'Allah connaît. Et tout ce que vous dépensez dans le sentier d'Allah vous sera remboursé pleinement et vous ne serez point lésés. » L'historien médiéval Tabari rapporte que le fait de se surarmer avait pour but de dissuader l'ennemi de s'attaquer aux musulmans. Les ennemis qui sont évoqués au verset 59 sont toujours les habitants de la Mecque qui ont poussé les musulmans à fuir en Abyssinie et vers Médine[16].
3. Sourate 9, verset 5 : « […] Tuez les incroyants où que vous les trouviez […] »[12].
4. Sourate 47, verset 4 : « Lorsque vous rencontrez (au combat) ceux qui ont mécru frappez-en les cous. Puis, quand vous les avez dominés, enchaînez-les solidement. Ensuite, c'est soit la libération gratuite, soit la rançon, jusqu'à ce que la guerre dépose ses fardeaux. Il en est ainsi, car si Allah voulait, Il se vengerait Lui-même contre eux, mais c'est pour vous éprouver les uns par les autres. Et ceux qui seront tués dans le chemin d'Allah, Il ne rendra jamais vaines leurs actions. » Tabari rapporte d'après Qatada ibn al-Nu'man (en) (m. 742 ou 749) que ce verset aura été révélé à Mahomet lors de la bataille de Uhud dans le campement musulman, « pour que les musulmans ne faiblissent pas et arrêtent de se faire massacrer », il vise donc les adversaires présents à Uhud au moment de la bataille[17]. Comme signalé par Mohammed Arkoun en note de bas de page de la traduction du Coran de Albert Kazimirski de Biberstein pour ce verset[18].

### Le statut des individus vaincus par le domaine musulman
Françoise Micheau, professeur d'histoire médiévale des pays d'Islam à l'université Paris I écrit :
« Le statut juridique des non-musulmans s'appuie sur un double fondement : le comportement de Mahomet et les conditions de ses conquêtes. Lors de la soumission de l'Arabie dans les dernières années de sa vie, le Prophète a conclu des accords de soumissions avec les groupes d'Ahl al-Kitâb (les gens du Livre), notamment les juifs de Khaybar (au nord de Médine) et les chrétiens de Najrân (sud de l'Arabie). […] L'attitude de Mahomet à l'égard des Ahl al-Kitâb, au sens strict juifs et chrétiens, fut étendue après débat aux zoroastriens, qui disposaient également d'un livre sacré avec le Zend-Avesta, et pratiquement à toutes les confessions des pays conquis. Néanmoins il est difficile de connaître précisément les conditions faites aux populations vaincues car les sources sont postérieures et servent surtout à légitimer un état de fait. En particulier, le pacte dit de 'Umar, attribue au calife 'Umar qui régna de 634 à 644 et devenu la référence normative en matière de définition des clauses de la dhimma, a peut-être été élaboré à l'époque du calife al-Mutawakkil (qui régna de 232/847 à sa mort, en 247/861) qui obligea tous les non musulmans à se conformer aux règles de leur statut, mais la plus ancienne version conservée date du VIIe/XIIe siècle. »

### La transformation du djihad d'après laConduite du Prophète(Sîra)
Selon Olivier Hanne, c'est la Sîra al-nabawiya (« Conduite du Prophète »), un texte dont tradition musulmane attribue la rédaction Ibn Ishâq (mort vers 767) puis sa correction à et Ibn Hishâm (mort vers 834), qui est à l'origine d'une transformation du vocabulaire coranique lié au djihad :

« Le Coran offre de l’usage de la racine JHD des formes et des significations multiples qui ne souffrent pas la théorisation. Les hadith en revanche sont orientés dans un sens plus univoque et plus belliqueux. Quant à la Sîra, près des deux-tiers des occurrences concernent une orientation militante. Au cours du récit, la racine passe d’emplois sous des formes verbales à une systématisation du maçdar jihâd, souvent précédé d’un article défini, et ce dans des séquences narratives explicitement guerrières qui se mêlent à des impératifs de foi (défense du message, référence au Prophète, lutte contre les impies, etc.). »

L'auteur explique ce glissement par une différence d'époque entre les deux rédacteurs, le second transformant le djihad vers une idée de guerre sainte ou de guerre sacrée au service du pouvoir califal. Le djihad n'est plus alors une endurance personnelle, mais une institution militaire.

## Plusieurs interprétations du djihad selon les anciens
Le concept de djihad a varié au cours du temps et, parfois, ses interprétations successives ont été en concurrence.

### Ali ibn Tahir al-Sulami
En 1105, Ali ibn Tahir al-Sulami, un théologien de Damas, publie son Traité du djihad (Kitab al-Jihad). Il estime que les musulmans doivent répondre par le djihad aux attaques chrétiennes, notamment la première croisade. Au XIIe siècle, avec Nur ad-Din et Saladin, le djihad prend le sens d'expédition militaire.

### Les catégories de djihad selon Averroès (1126-1198)
Dans son ouvrage intitulé Muqaddimah, le philosophe, théologien islamique et juriste musulman andalou du XIIe siècle, Ibn Rushd (connu en Occident sous le nom d'Averroès) classe le djihad dans quatre catégories :
1. le djihad du cœur : la lutte contre le moi intérieur ;
2. celui de la langue ;
3. celui de la main ;
4. celui de l'épée.

Le djihad du cœur implique de « combattre afin de s'améliorer ou d'améliorer la société »,.
Le djihad de la main implique la lutte avec l'épée (ǧihādun bi al-sayf). Averroès, en tant que cadi (juge musulman), écrit dans son Bidāyat al-muǧtahid que certains l'ont considéré comme n'étant pas une obligation, et d'autres comme une obligation éternelle pour tous musulmans. Néanmoins, la majorité soutient que le djihad armé n'est pas une obligation pour tous les musulmans : seule une armée dressée par l'Amîr al-Mu'minîn est obligée de participer à la guerre.

### Les quatre catégories de djihad selon Ibn Al-Qayyim (1292-1350)
Dans sa Za'ad ul ma'âd, le philosophe et théologien traditionaliste musulman Ibn Al-Qayyim écrit que le djihad se subdivise par catégories. À l'instar de l'approche théorique d'Averroès, chez Ibn Al-Qayyim aussi, la subdivision est organisée selon un hadith célèbre de Muslim ibn al-Hajjaj (821-875) dans son Sahih Muslim, traitant des traditions prophétiques sunnites considérées saines et fiables.
En résumé, le djihad a quatre rampes :
1. Le djihad contre son égo ;
2. celui contre Satan ;
3. celui contre les infidèles ;
4. celui contre les hypocrites.

En premier lieu, le djihad contre l'égo comporte quatre étapes :
1. lutter contre son égo en étudiant la voie de la félicité et de la religion ;
2. s'efforcer d'agir en conformité avec les religieux et en toute droiture après avoir appris son djihad avec l'âme ;
3. enseigner la religion aux personnes qui ne la connaissent pas et les y appeler par le djihad intellectuel, dans l'enseignement ;
4. patienter contre les épreuves de la vie terrestre.

En second lieu, le djihad contre Satan comporte deux étapes :
1. lutter contre les doutes inspirés par Satan ;
2. Lutter contre le désir illicite et ses tentations interdites.

Enfin, le djihad contre les infidèles et les hypocrites comporte quatre étapes :
1. avec la main ;
2. avec la langue ;
3. matériellement, avec ses biens ;
4. le cœur et l'âme.

Ibn Al-Qayyim achève ce chapitre en soulignant que contre les infidèles prime la lutte avec les mains. Contre les hypocrites, c'est avec la langue principalement que se fait la lutte. Et retenant que contre les infidèles, il faut essayer d'empêcher physiquement le mal, à défaut de quoi il faut se servir de la langue, et si cela est impossible il faudra lutter en son cœur et rejeter cela comme mauvais. Cela est le minimum de la foi.

## Guerre et Paix: l'historique de ces notions dans la charia
Dans le Dictionnaire du Coran (Laffont, 2007), Marie-Thérèse Urvoy traite des notions de guerre et de paix selon la charia.
Selon elle, suivant les anciens ouvrages traitant de la charia, un territoire régi par les lois de l'islam peut repousser l'échéance d'une guerre avec un territoire voisin non islamisé pour une période de 10 ans. Elle explique que cette notion est fondée charaïquement sur base de la convention de Houdaibiya, et note que la durée est dite plusieurs fois renouvelable. Elle précise : « Il s'agit de la notion de sulh, de la racine arabe : ص ل ح, donnant l'idée de paix et de réconciliation. Cette période sera appelée muwâda'a (relations sans heurts) » (p. 376).
Selon ses investigations :
« Les fondateurs des écoles juridiques ont eu des opinions différentes concernant les relations entre les deux domaines. C'est al-Shâfi'î (767-820) qui, le premier, a exposé la doctrine selon laquelle le djihad doit être une guerre permanente contre les non-croyants et non pas seulement lorsque ceux-ci entrent en conflit avec l'islam. Il se fonde sur ce verset : « Après que les mois sacrés expirent, tuez les associateurs où que vous les trouviez. Capturez-les, assiégez-les et guettez-les dans toute embuscade. Si ensuite ils se repentent, accomplissent la Salat et acquittent la Zakat, alors laissez-leur la voie libre, car Allah est Pardonneur et Miséricordieux. » (9,5).

Lorsque la situation du monde musulman s'est modifiée à partir du IXe/Xe siècle, des oulémas ont affirmé que la chari'a n'obligeait pas à s'acquitter du devoir du jihâd, sauf si le domaine de l'islam était menacé par des forces étrangères. Le Hanbalite intransigeant Ibn Taymiyya lui-même a proclamé que les musulmans ne doivent pas imposer l'islam par la force aux non-musulmans, si ceux-ci n'empiètent pas sur le dâr al-islâm. Il faut noter enfin que pour nombre de tendances chiites, le jihâd offensif est interdit jusqu'à l'avènement du Mahdi. […]

Ainsi le sulh n'a pas été appliqué envers le domaine de la guerre à des fins territoriales mais dans l'intérêt de la communauté. La conciliation ou trêve, tout comme les traités et accord, vise à tenir des périodes de paix avec chacune de ces catégories afin de faciliter les relations commerciales et culturelles. »
Enfin, Urvoy termine en soulignant que, « nonobstant l'éclatement du monde musulman et le caractère devenu défensif du jihâd, les traités se sont maintenus dans leur formulation initiale. Comme le jihâd demeure une obligation aussi longtemps que demeurera l'islam, ou l'unification du monde entier sous l'islam, la paix avec les infidèles ne saurait être, aujourd'hui encore, et tout au moins théoriquement, que des trêves temporaires. Renoncer ou non à cette obligation relève somme toute, de la volonté des musulmans » (p. 375).
René Marchand souligne que la lecture traditionnelle du Coran divise la terre et l'humanité en deux : la Maison de l'islam, Dar al-Islam ou « domaine de la soumission à Dieu » (arabe : دَارُ ٱلْإِسْلَام) où s'applique la charia et où vivent les musulmans et le Dar al-Harb, le « domaine de la guerre ». Selon lui, la guerre des musulmans contre les autres est universelle et perpétuelle. Il rappelle également que la trêve avec les infidèles ne saurait dépasser dix ans en accord avec la trêve de Houdaibiya passée par Mahomet avec les Mecquois en 628.

### Djihad majeur et Djihad mineur
Bien que ne figurant pas dans les six « recueils canoniques » sunnites, il existe trois hadiths mentionnant les deux types de djihads, l'un majeur concernant la morale et la spiritualité et l'autre mineur concernant la guerre[réf. nécessaire]. La lutte contre soi-même vient donc avant la lutte contre l’ennemi extérieur dans la hiérarchie des actes les plus méritants en vertu des propos du Prophète « le (meilleur) combattant est celui qui lutte contre lui-même pour obéir à Allah… ». Toutefois, le djihad mineur occupe l'essentiel voir la quasi-totalité des pages consacrées par les traités juridiques au « combat dans la voie de Dieu ».
Dans Le Jihad : origines, interprétations, combats, Michael Bonner étudie l'évolution historique des interprétations et pratiques prémodernes du djihad. Bonner y souligne que ce concept n'a cessé de changer au fil des siècles, selon l'époque et la région étudiées, et que les interprétations interdisent toute représentation figée. En outre, il souligne l'opposition classique entre le « petit djihad », dirigé vers l'extérieur, et le « grand djihad », interne et spirituel. Il reconnaît que la seconde interprétation — spirituelle — a été longtemps prédominante (p. 22).
Selon Bonner, il existe plusieurs façons d'aborder la question des origines du concept de jihâd, mais la question reste délicate. Le hadith constituant le djihad comme un outil pour ouvrir le monde (fath) à l'islam.[pas clair] L'auteur souligne également qu'en filigrane, la tradition prophétique présente le djihad comme un moyen de subsistance et cite le hadith attribué à Mahomet, où le Prophète dit : « Allah […] a placé ma subsistance (rizqi) sous ma lance » (p. 59). Les sîras et ouvrages d'histoire islamiques traiteront amplement de cet aspect militaire du Prophète, feront les éloges des combattants luttant dans cette voie pour obtenir le martyre, tout en témoignant de l'usage des batailles pour exiger des capitations des populations assujetties (voir en particulier p. 50-63).
Après avoir traité de l'évolution du concept du djihad sous les omeyyades et les abbasides, Bonner conclut : « Corollaire de ces inflexions politiques, c'est semble-t-il au cours de cette première période abbasside que furent composés quelques-uns des plus anciens traités de jihad ».

#### Djihad majeur
Marie-Thérèse Urvoy a réalisé une analyse détaillée de l'usage du mot jihâd dans le Coran. Elle relève que 41 occurrences à la racine de ce mot s'y trouvent, dont six correspondant à des sens particuliers : « serment solennel » (5 fois) et « trouver le nécessaire ». Dans 16 cas, « [l'occurrence] apparaît dans un sens vague et imprécis de « mener combat pour Dieu », avec une unique référence explicitement non violente ». Elle écrit qu'il y a 6 occurrences « signifiant nettement l'idée de « mener combat de ses biens et de sa personne » » (9,41 et 88 ; 49, 15 ; 61,11 ; 48-81), et souligne que des passages coraniques utilisent d'autres termes n'usant pas de la même racine qui incitent au combat, comme « lancez-vous légers et lourds » (9,41), « l'exemption » (9,41 et 86), ou encore « l'opposition aux non-combattants » (dits « 'al-qâ'idun », ceux qui restent assis) (4,95). Elle termine en citant une dernière formulation coranique dans ce cadre d'analyse : « combat contre les infidèles, et être dur contre eux » apparaît deux fois (9,73 ; 66,99).
Urvoy en conclut :

« On ne saurait donc opposer le djihad au qitâl (combat). Qu'il y ait, dans les 18 occurrences où le sens reste vague, possibilité pour les musulmans de greffer la théorie du jihâd majeur contre soi-même, on peut l'admettre. Mais il est illégitime d'affirmer que le jihâd coranique est uniquement spirituel. En revanche, l'on peut dire que dans le texte de la période mecquoise, l'emploi du terme jihâd et ses dérivés, semble désigner plutôt une guerre spirituelle, à savoir : respecter la consigne de résister à l'impiété environnante. Le mot d'ordre suprême est alors tenir ferme. Ce qui reste compatible avec les menaces contre les infidèles, qui se réaliseront dans la période médinoise… Par ailleurs, qualifier le combat de jihad mineur ne signifie pas son élimination, et l'histoire islamique a connu nombre de soufis s'adonnant au service militaire dans les ermitages-forteresses appelés ribât. »

Le prophète Mahomet aurait dit, au retour d'une bataille : « Nous sommes revenus du plus petit djihad (al-jihad al-Asghar) pour le plus grand djihad (al-jihad al-akbar) ». Lorsqu'on lui a demandé : « Quel est le grand djihad ? », il répondit : « C'est la lutte contre soi-même »[source insuffisante].
Ce hadith est sujet à caution chez certains universitaires et n’apparaît chez aucun des rapporteurs de hadiths qui font autorité. Le théologien hanbalite Ibn Qayyim al-Jawziyya estime par exemple ce hadith comme faible, mais pense que le djihad majeur est important. De même, le théologien fondamentaliste palestinien Abdallah Azzam considère ce hadith comme faible, mais aussi comme faux puisqu'il ne viendrait pas de Mahomet, mais d’un de ses compagnons, Ibrahim Ibn Abi `Abalah. Cependant, ce concept de djihad majeur a une influence importante dans l’islam mystique (soufisme).

#### Djihad mineur et lutte armée
C'est le seul établi par le fiqh (droit musulman) qui le définit comme un effort et un devoir collectif. La guerre sainte n'a pas été incluse dans les obligations religieuses de l'islam, sauf pour les kharijites qui ont élevé le djihad au rang de sixième pilier de l'islam,,. Cependant, le Coran distingue ceux qui le pratiquent de ceux qui s'en abstiennent.
Le djihad mineur peut être mené contre les infidèles (kûffar) ou contre des factions de musulmans considérées comme opposantes et révoltées,.
Au cours de l'histoire, ce djihad s'est exercé à l'encontre de sectes musulmanes tenues pour hérétiques. À l'époque contemporaine, cette raison a pu être utilisée dans :
- les guerres entre l'Iran et l'Irak ;
- les conflits entre factions rivales musulmanes (en Afghanistan, Pakistan, Yémen, Irak, Syrie, Liban, etc.) ; aujourd'hui, entre sunnites et chiites) ;
- la Guerre civile algérienne, contre les civils et militaires algériens opposés à l'établissement de la charia dans les années 1990 ; guerre ayant causé plus de 150 000 morts.

#### Les règles du combat lors du djihad
Voici une liste de règles de la guerre en islam, reprise point par point d'un ouvrage de Hisham Kabbani, Le concept de jihad en Islam,.
1. Les prisonniers de guerre doivent être bien traités. Les traditions du Prophète réglementent de façon rigoureuse et stricte la pratique guerrière, et il est interdit de disposer à sa guise des prisonniers, et de tuer les femmes et les enfants lors des batailles[43]. Les captifs peuvent être asservis en esclavage, relâchés sous rançon, ou alors ils pourront rester en terre d'islam et devront rester dans un statut de dhimmi et payer une capitation annuelle, la djizya[44].
2. « Épargner les enfants, les fous, les femmes, les prêtres, les vieillards et les infirmes, sauf s'ils ont pris part au combat »[32] : il est strictement interdit de tuer ceux qui ne font pas partie de l'armée. En effet, dans le Sahih Muslim (Kitab-i Jihad was-siyar)[45], chez Sarakhsi (kitab al-Mabsut, siyar al-Kebir), etc., Mahomet interdit strictement de tuer les vieillards, les femmes et les enfants ne portant pas d'arme. Seuls les dégâts collatéraux involontaires sont tolérés dans le Sahih Muslim[46],[n 8]. Cependant, des hommes non armés ont été tués : Ibn Khatal, An-Nadr ibnul Harith, 'Oqba ibn Abi Mu'ayt, Kaab ibn al-Ashraf, etc.[47].
3. Il est interdit de brûler l'ennemi[48]. Selon Ibn Abbas, Mohamet aurait dit : « Tuez [l'ennemi], mais ne le brûlez pas. Car personne ne punit avec le feu excepté le Seigneur du Feu ». Abdullah ibn Omar rapporte cependant : « Le messager d'Allah a coupé et brûlé les palmiers de la tribu juive des Banu Nadir ». Fut alors révélé le verset 59:5 : « Tout palmier que vous avez coupé ou que vous avez laissé debout sur ses racines, c'est avec la permission d'Allah et afin qu'Il couvre ainsi d'ignominie les pervers »[49].
4. Il est interdit de mutiler les corps[50].
5. Enfin, le pillage est interdit[51], c'est-à-dire des actes de vandalisme (vols, destruction des biens, etc.) et de violence (violence physique, viol, etc.) envers les civils. Cependant, la prise des butins de guerre était pratiquée après les batailles contre les ennemis, en dédommagement des dégâts[n 9].

## Le problème du terrorisme
De nombreux colloques se sont tenus en Égypte, en Arabie saoudite et ailleurs, qui condamnent les attentats suicides, l'agression physique des personnes civiles et les attentats du 11 septembre, du 11 mars, de Riyad, du 7 juillet, etc.,. Les intellectuels, hommes politiques et religieux du monde arabo-musulman ont élaboré une Convention arabe pour la lutte contre le terrorisme que 57 États ont cosigné : « Conformément aux hauts principes moraux et religieux, notamment les règles de la charria islamique ainsi qu'au patrimoine humanitaire de la nation arabe qui réprouve toute forme de violence et de terrorisme ».
La notion de martyre est aussi ancienne que la naissance de l'islam, cependant les attentats-suicides par ceux que l'on surnomme kamikazes islamistes sont apparus et se sont développés dans le monde au XXe siècle. Ils sont sévèrement condamnés par les autorités de l'islam. Les bases islamiques sur lesquelles s'appuient les oulémas sont principalement :
- l'interdiction de tuer des innocents : « Épargner les enfants, les fous, les femmes, les prêtres, les vieillards et les infirmes, sauf s'ils ont pris part au combat »[32])[57] ; « C'est pourquoi nous avons prescrit pour les enfants d'Israël que quiconque tuerait une personne non coupable de meurtre ou d'une corruption[Laquelle ?] sur la terre, c'est comme s'il avait tué tous les hommes. Et quiconque lui fait don de la vie, c'est comme s'il faisait don de la vie à toute l'humanité. En effet, nos messagers sont venus à eux avec les preuves. Et puis voilà qu'en dépit de cela, beaucoup d'entre eux se mettent à commettre des excès sur la terre. » (Cor. V, la Table servie : 31-32).
- l'interdiction de provoquer le chaos (al-fitna)[58] : « Le chaos est pire que la guerre. Tant qu'eux ne vous combattront pas dans l'enceinte sacrée, ne leur livrez pas la guerre. Si eux vous déclarent la guerre alors tuez-les. Voilà la fin des infidèles » (Cor. II, La vache : 190-191).
- le suicide, clairement condamné dans le Coran[59] : « Ne vous donnez pas la mort » (Cor. IV, Les femmes : 28-29).

Marc Trévidic, magistrat français, souligne également le paradoxe de la nouvelle « génération Djihad » qui rêve de l'âge d'or d'un islam que la modernité occidentale n'aurait pas pervertie alors que ces nouveaux djihadistes utilisent un bon nombre d'outils qui caractérisent l'époque moderne (Internet, réseaux sociaux…).

## «Djihad sexuel»
En 2013 apparaît en Tunisie la rumeur du « djihad sexuel », selon laquelle des centaines de jeunes filles émigreraient en Syrie où elles se donneraient à de nombreux combattants de l'EIIL et d'autres groupes djihadistes en étant « mariées » puis « divorcées ». La rumeur naît en décembre 2012 avec un message présenté comme étant un tweet du cheikh salafiste Mohamed Al-Arifi autorisant « les femmes musulmanes, à partir de 14 ans, à se marier avec un djihadiste pour quelques heures, puis à d'autres djihadistes, afin de renforcer le moral des combattants, et d’ouvrir les portes du paradis ». Le cheikh Al-Arifi nie rapidement avoir prononcé une telle fatwa, mais la rumeur se répand dans les médias et est relayée par les déclarations devant l'Assemblée nationale constituante du ministre tunisien de l'Intérieur, Lotfi Ben Jeddou le 19 septembre 2013 et par le régime syrien qui fait réaliser des reportages de propagande produisant de faux témoignages. Mais après contre-enquêtes, plusieurs chercheurs et journalistes concluent en 2013 qu'il n'existe aucun témoignage crédible qui accréditerait la réalité d'un « djihad sexuel », d'ailleurs nié par toutes les sources djihadistes et qui ne repose sur aucun fondement religieux,,,. Pour Human Rights Watch, ces rumeurs s'appuient sur un fait bien réel, la pratique du « mariage provisoire » qui est en fort développement. Selon le journaliste David Thomson, « les femmes qui rejoignent les groupes djihadistes ne servent pas d'esclaves sexuelles. Elles partent exactement pour les mêmes raisons que les hommes », mais n'étant pas admises à combattre, « elles ne peuvent se rendre en Syrie qu'à travers le mariage. Soit en étant déjà mariées avec un aspirant moujahid sur le point de partir au djihad ».

## Théologiens de la doctrine du djihad

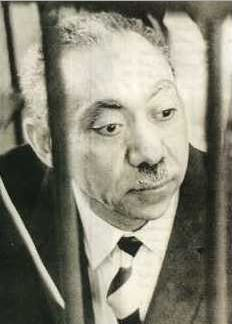
Sayyid Qutb.

- Ibn Taymiyya
- Mohammed ben Abdelwahhab
- Syed Ahmad Shaheed
- Hassan el-Banna
- Sayyid Qutb
- Abdul Ala Maudoodi
- Ali ibn Tahir al-Sulami
- Abdallah Azzam
- Fazlur Rahman
- Javed Ahmed Ghamidi
- Sarakhsi

## Djihad dans le babisme et le bahaïsme
Le babisme et le bahaïsme sont deux religions monothéïstes indépendantes apparues en Iran et au Machrek dans la seconde moitié du XIXe siècle. Elles sont nées dans un milieu chiite duodécimain et se basent sur des révélations divines postérieures au Coran.
La notion de ǧihād bi al-sayf (« djihad par l'épée ») a été revivifiée dans le babisme, comme le montre la révolte babie au Mazandaran et la bataille de Shaykh Tabarsi, mais elle a été totalement abolie dans le bahaïsme, où « l'épée est remplacée par la parole »,,.